# Бабочка Хофштадтера
Бабочка Хофштадтера — фрактальная структура, открытая Дугласом Хофштадтером и описанная им в 1976 году в статье, посвящённой уровням энергии блоховских электронов в магнитном поле. Графическое представление спектра почти оператора Матье (англ. Almost Mathieu operator) при λ = 1 на разных частотах обладает самоподобием. Таким образом, это одна из редких фрактальных структур, обнаруженных в физике. Математическое описание спектра было частично разработано М. Я. Азбелем в 1964 году (модель Азбеля-Хофштадтера), и полностью описано и графически представлено в виде геометрической структуры Д. Хофштадтером в 1976 году.
Написанная во время пребывания Хофштадтера в Университете штата Орегон статья оказала существенное влияние на направление последующих исследований. Хофштадтер теоретически предсказал, что значения допустимых уровней энергии электрона на двумерной квадратной решётке как функции магнитного поля, образуют структуру, ныне известную как фрактал. То есть распределение уровней энергии для малых масштабов магнитных полей рекурсивно повторяет картину, наблюдаемую на крупном масштабе. Эта фрактальная структура обычно называется «бабочкой Хофштадтера» и недавно экспериментально наблюдалась в транспортных измерениях в двумерной электронной системе с литографически сформированным сверхрешёточным потенциалом.